# Parkway-South Sacramento
Parkway-South Sacramento és una concentració de població designada pel cens del Comtat de Sacramento a l'estat de Califòrnia. Segons el cens del 2000 tenia 36.468 habitants.

## Demografia
Segons el cens del 2000, Parkway-South Sacramento tenia 36.468 habitants, 11.197 habitatges, i 8.207 famílies. La densitat de població era de 2.909,2 habitants/km².
Dels 11.197 habitatges en un 42,2% hi vivien nens de menys de 18 anys, en un 42,4% hi vivien parelles casades, en un 22,8% dones solteres, i en un 26,7% no eren unitats familiars. En el 20,8% dels habitatges hi vivien persones soles el 7,3% de les quals corresponia a persones de 65 anys o més que vivien soles. El nombre mitjà de persones vivint en cada habitatge era de 3,22 i el nombre mitjà de persones que vivien en cada família era de 3,74.
Per edats la població es repartia de la següent manera: un 35,5% tenia menys de 18 anys, un 11% entre 18 i 24, un 27,9% entre 25 i 44, un 15,8% de 45 a 60 i un 9,7% 65 anys o més.
L'edat mediana era de 27 anys. Per cada 100 dones de 18 o més anys hi havia 92,5 homes.
La renda mediana per habitatge era de 31.194 $ i la renda mediana per família de 32.594 $. Els homes tenien una renda mediana de 28.859 $ mentre que les dones 25.107 $. La renda per capita de la població era de 12.702 $. Entorn del 23,2% de les famílies i el 28,6% de la població estaven per davall del llindar de pobresa.

## Poblacions properes
El següent diagrama mostra les poblacions més properes.